# 鄭道傳 (電視劇)
《鄭道傳》（韓語：정도전）為韓國KBS 1TV 自2014年1月4日起播出的大河連續劇。在同一頻道的UHD 名品歷史館於2017年5月30日起重新播放。

## 演員陣容

### 主要人物
- 曹在顯（少年：姜怡碩）：鄭道傳
- 劉東根：李成桂
- 朴英奎：李仁任
- 徐仁錫：崔瑩
- 林湖（少年：元德賢）：鄭夢周
- 安在模：李芳遠

### 鄭道傳周邊人物
- 李雅賢：崔氏
- 李椿植：老仆人
- 林岱浩：南誾
- 李秉旭：尹紹宗
- 全賢：趙浚

### 李成桂周邊人物
- 李壹花：康氏
- 宣東赫：李之蘭
- 姜寅淇：李芳雨
- 李泰臨：李芳果
- 宋龍台：裴克廉
- 朴炳浩：無學
- 李貴廉：四月
- 金承燦：李芳藩
- 朴浚木：李芳碩
- 南賢珠：朴尚宮

### 李芳遠周邊人物
- 高娜恩：閔氏
- 金允太：趙英珪
- 安承勳：閔霽
- 姜敏錫：趙英茂
- 趙在宛：閔無咎
- 金朱煥：閔無疾
- 趙順昌：李叔藩

### 高麗王室
- 金明守：恭愍王（第2集退場）
- 朴鎮宇（少年：鄭允錫）：禑王
- 金俊成：昌王
- 南成鎮：恭讓王
- 李德姬：明德太后（第10集退場）
- 金敏珠：定妃安氏
- 李昭允：益妃韓氏
- 徐伊安：謹妃李氏
- 全益齡：乳母張氏
- 金鎮泰：慶復興（第10集退場）
- 李廷成：崔萬生（第2集退場）
- 徐佑鎮：洪倫（第3集退場）
- 姜信趙：姜內官
- 金添萬：金菀內官
- 金泰亨（朝鲜语：김태형 (배우)）：李內官

### 李仁任周邊人物
- 鄭浩根：林堅味
- 金珉賞：廉興邦
- 權泰元：安師琦
- 金義太：張子溫
- 方亨柱：池奫
- 李泰承：朴家
- 李薛九：李光（廉興邦的家奴）
- 池成煥：金義

### 新進士大夫
- 朴止一：李穡
- 金承旭：朴尚衷
- 李廣基：河崙
- 金澈基：權近
- 鄭熙泰：李崇仁
- 申容圭：李詹

### 居平部曲
- 張泰盛：黃天福（黃延的兒子）（第13集退場）
- 李大路：黃延（第10集退場）
- 姜藝瑟：良知（第14集退場）
- 金基斗：英春
- 黃英熙：奚南 宅（英春的母親）
- 千日范：會津縣令
- 利旻（朝鲜语：리민 (배우)）：會津縣小吏
- 徐炫基：地主的手下
- 朴忠善（朝鲜语：박충선）：巫師

### 其他
- 宋金植：邊安烈
- 洪京妍：武德法師

### 明朝
- 赵光友：朱元璋
- 罗光勋：林密（第4集退場）
- 金陆龙：蔡斌（第4集退場）
- 全海龙：王得明

### 倭寇
- 徐建宇：阿只拔都（第11集退場）

## 歷史考証
- 本頁面的林密連結及高麗禑王頁面所提到的明朝使臣林密，應該不是同一人；也有可能在1374年只有蔡斌出使高麗。

　說明如下：
　⒈維基百科的林密頁面提到林密出生於1375年，是不可能在1374年出使高麗的。
　⒉在太祖實錄的總序中概略提到前朝末發生過的事，其中只提到蔡斌被金義殺死，完全沒有提到林密。
　⒊林密這名字是在太宗實錄和世宗實錄出現，生卒年不詳。但符合出生在1375年的記錄。
- 本劇第13集，高麗禑王在斥責李成桂時提到；「領門下府事是朝堂的領袖之外，也是這裡的謹妃的親叔父。」領門下府事指的是李仁任，謹妃的父親為李琳，但李琳與李仁任並非兄弟關係，因此李仁任不可能是謹妃的親叔父。

## 同時段競爭作品
- SBS：《結婚三次的女人》、《天使之眼》、《無盡的愛》
- MBC：《黃金彩虹》、《Hotel King》

## 獲獎
- 2014 KBS演技大賞
  - 大賞：劉東根
  - PD賞：曹在顯
  - 男子最優秀演技賞：曹在顯
  - 作家賞：鄭賢珉
- 2014年第50屆百想藝術大賞
  - TV部門 男子最優秀演技賞：曹在顯
- 2014年第七屆韓國電視劇節
  - 作家賞：鄭賢珉
- 2014年第三屆大田電視劇節
  - 長篇電視劇 男子最優秀演技賞：曹在顯
- 2014年大韓民國Contents大賞
  - 國務總理表彰 放送影像產業發展有功：鄭賢珉
- 2014年第41屆韓國放送大賞
  - 大賞
  - 個人賞－製作人賞：姜秉澤
  - 個人賞－作家賞：鄭賢珉
- 2015年第27屆韓國PD大賞
  - 電視藝人賞：曹在顯

| KBS1 大河劇                              | KBS1 大河劇                             | KBS1 大河劇 |
| ---------------------------------------- | --------------------------------------- | ----------- |
|                                          | 鄭道傳 （2014年1月4日 - 2014年6月29日） |             |
| 大王之夢 （2012年9月8日 - 2013年6月9日） | 懲毖錄 （2015年2月14日 - 2015年8月2日） |             |

| 臺灣 JET綜合台 星期一至五 18:00 - 19:00      | 臺灣 JET綜合台 星期一至五 18:00 - 19:00   | 臺灣 JET綜合台 星期一至五 18:00 - 19:00 |
| -------------------------------------------- | ----------------------------------------- | --------------------------------------- |
|                                              | 鄭道傳 （2018年8月20日 - 2018年11月11日） |                                         |
| 女王的教室 （2018年7月17日 - 2018年8月17日） | 懲毖錄 （2018年11月12日 - 2019年1月28日） |                                         |